# Silvestre Varela
Silvestre Manuel Gonçalves Varela (født 2. februar 1985 i Almada) er en professionel fodboldspiller fra Portugal, kantspiller. Han spiller for Kayserispor i Tyrkiet.
Han fik debut for Portugals landshold i marts 2010 og har (pr. april 2018) spillet 27 kampe for holdet.